# آدام رید (بازیکن فوتبال، زاده ۱۹۹۱)
آدام رید (انگلیسی: Adam Reed؛ زادهٔ ۸ مهٔ ۱۹۹۱) بازیکن فوتبال اهل بریتانیا است.
از باشگاه‌هایی که در آن بازی کرده‌است می‌توان به باشگاه فوتبال پورتسموث، باشگاه فوتبال یورک سیتی، باشگاه فوتبال برتون آلبیون، باشگاه فوتبال ویتلی بای، باشگاه فوتبال برنتفورد، باشگاه فوتبال برادفورد سیتی، باشگاه فوتبال دارلینگتون ۱۸۸۳، باشگاه فوتبال ساندرلند، و باشگاه فوتبال لیتون اورینت اشاره کرد.
وی همچنین در تیم ملی فوتبال فیلیپین بازی کرده‌است.